# Rhizoecus cobelopus
Rhizoecus cobelopus är en insektsart som beskrevs av Williams 1987. Rhizoecus cobelopus ingår i släktet Rhizoecus och familjen ullsköldlöss. Inga underarter finns listade i Catalogue of Life.